# Norssaari
Norssaari är en ö i Finland.   Den ligger i kommunen Kotka i landskapet Kymmenedalen, i den södra delen av landet, 110 km öster om huvudstaden Helsingfors.